# مجلة ميكانيكا الهندسة
مجلة ميكانيكا الهندسة خاضع لاستعراض الأقران مجلة علمية نشرت من قبل الجمعية الأمريكية للمهندسين المدنيين، ويغطي النشاط وتطور في الحقل الميكانيكا التطبيقية من حيث صلته بالمدني هندسة الأوراق المنشورة عادة صف التطور والتنفيذ النماذج التحليلية الجديدة، طرق عددية مبتكرة، ورواية وطرق تجريبية، والنتائج.

## روابط خارجية
- الموقع الرسمي
- مكتبة ASCE